# Западноаустралијска висораван
Западноаустралијска висораван (енгл. Western Plateau) је географска целина у западном делу аустралијског континента. Захвата повшину од око 2.700.000 km² и представља најстарији део копна формиран још у прекамбрији.

## Геологија
Морфоструктурни облици висоравни формирала се радијалним покретима крајем протерозоика и почетком палеозоика пре око 600 милиона година. Основа је од кристаластих шкриљаца аустралијског штита издигнутг пре три милијарде до 900 милиона година, као и од метаморфних архајских стена и хоризонталних слојева алгонкијске старости. Базу овог дела Аустралије чине три кратона — „Говлер“, „Пилбара“ и „Јилгарнски“.

## Географија
Западноасутралијска висораван обухвата Западну Аустралију и највећи део Јужне Аустралије и Северне територије. Овде доминирају бројни и пространи платои — Јилгарнски на југозападу, Хејмерсли на северу, затим Кимберли, Беркли и Арнхемова земља на североистоку и пространа низија Нуларбор на југу. Између ових плато сместиле су се највеће пустиње на континенту - Велика пешчана, Мала пешчана, Симпсонова, Гибсонова, Велика Викторијина и др. У средишту пустињских пространстава уздижу се Макдонелове планине, Масгрејв планине, монолит Улуру и Ката Тјута. У међудинским депресијама формирала су се махом слана језера попут Дисапоинтмента, Амадеуса и др.

## Становништво
Овај регион је слабо насељен услед неповољних климатских прилика. Највећи град је Перт, на обали Индијског океана, затим Дарвин на обали Тиморског мора и Алис Спрингс у самом средишту континента, у подножју Макдонелових планина. Највећи број аустралијских староседелаца, живи у пустињским пределима, затим на Арнхемовој земљи, око Улуруа и ката Тјуте.